# Hoplonemertea
Hoplonemertea is een klasse van snoerwormen.
Het bevat twee ordes:
- Monostilifera [1]
- Polystylifera [2]